# José Luis Rosasco
José Luis Rosasco Zagal (Santiago, 19 de octubre de 1935-Santiago, 18 de abril de 2021) fue un escritor y político chileno, conocido principalmente por sus novelas Dónde estás Constanza y Francisca, yo te amo. Rosasco también fue concejal de la comuna de Ñuñoa.

## Biografía
Hijo del ítalo-estadounidense Jorge James Rosasco, que llegó a Chile en 1932, contratado por el gobierno de Juan Esteban Montero como ingeniero en alimentos, quien se casó con la ciudadana chilena Berta Zagal.
Estudió en el Saint George's College y el Liceo Miguel Luis Amunátegui, realizando sus estudios universitarios en la Facultad de Derecho en la Universidad de Chile. Vendió su moto y se fue a Nueva York a trabajar en un local vendiendo hot dogs. Ese trabajo le ayudó a financiarse su carrera universitaria en el Management Institute de la Universidad de Nueva York. Fue en la Gran Manzana donde escribió sus cuatro primeros libros.
Su primera novela —Dónde estás, Constanza—, que escribió al regresar a Chile, lo disparó de inmediato a la fama. Reeditada decenas de veces, la novela ha sido adaptada también para televisión. Además de escribir sobre aventuras y amores de adolescentes, Rosasco tiene libros de viajes.
Sus temas más recurrentes son las historias juveniles marcadas por el amor y la amistad, donde los protagonistas son adolescentes. Para el escritor es una edad apasionante que se puede enfocar en distintos momentos y situaciones. La idea es que la lectura se entienda y el lector logre identificarse con el relato. Algunos críticos literarios coinciden en destacar su capacidad de trabajo, su disciplina y sus conocimientos. Perteneciente a la Generación del Sesenta, Rosasco ha definido su obra como insertada «en el mundo juvenil de manera realista, con estilo lineal sin proezas estilísticas y estructurales». Tarzán de los monos fue, según el propio escritor, el libro que en gran medida influyó en su decisión de dedicarse a la literatura.
De su obra ha dicho: «Uno no escoge los temas sino que es escogido por un determinado universo para narrarlo». En general, Rosasco pensaba que «la competencia de los medios audiovisuales está representando un frente terriblemente seductor, de manera que el escritor que dé lata es letra muerta» y afirma creer «en la lectura como en un recreo y no como una lección». Confiesa que en todos sus libros, «tanto en las nouvelles como en los cuentos hay un ingrediente autobiográfico». Recordaba que se «gastaba la mesada en comprar libros de la colección Linterna». «Me fascinaba el mundo de la literatura, a los catorce años comencé a escribir cuentos para la revista del colegio, el llamado de las letras era muy fuerte y no lo pude rechazar», y aseguraba: «No tengo un espacio fijo, soy itinerante, a veces escribo bajo un árbol, en la terraza... nunca sentado frente a mi escritorio porque eso me convierte en oficinista. Así ha sido con mis todos libros y así será siempre». Además, confesaba: «Me dañaría intensamente no ser leído».
En 1988, en el marco del Plebiscito Nacional, Rosasco se declaró abiertamente pinochetista y fue presidente de la Agrupación Nacional de Artistas e Intelectuales (ANAIN), iniciativa de un grupo de personalidades de la cultura y el espectáculo a favor de la opción SÍ y de la que formaron parte, entre otros, Patricia Maldonado, Horacio Saavedra, Ginette Acevedo y Enrique Maluenda. En relación con este posicionamiento, el escritor afirmó que «radica en el país que yo veo. Un país que desde la Isla de Pascua hasta el sur vive en bienestar. Veo que hay electrificación, gente con zapatillas en los pies. Hay un espíritu renovador, hay imaginación. Veo un país armónico desarrollándose articuladamente en el trabajo, en el campo, en la exportación; un país vivo. Veo un país que tenía 180 mil automóviles y que hoy tiene 900 mil. Veo al chileno veraneando no sólo en Cartagena, sino que en la cordillera, en el sur, en el norte. Veo el acceso de la gente a los medios audiovisuales; veo la cantidad de televisores que hay, el vestuario».
Rosasco condujo talleres en universidades y otros lugares, fue panelista del programa Tertulia de UCV Televisión, participó en diversos festivales y fue miembro del jurado de concursos literarios, destacando su calidad de Presidente del Jurado del Concurso de Cuentos Duoc UC, tradicional certamen literario dirigido a los jóvenes y jurado en el Festival Internacional de la Canción de Viña del Mar.
María Isabel, su tercera esposa con la cual tuvo 2 de sus 3 hijos, es 26 años menor. El escritor bromeaba afirmando que «es la penúltima mujer, porque si le digo que es la última, capaz que se subleve».

## Historial electoral

### Elecciones municipales de 1992
- Elecciones municipales de 1992, para la alcaldía y el concejo municipal de Ñuñoa.[12]

| Candidato                  | Pacto                    | Partido | Votos  | %     | Resultado                              |
| -------------------------- | ------------------------ | ------- | ------ | ----- | -------------------------------------- |
| Pedro Sabat Pietracaprina  | Participación y Progreso | RN      | 25 217 | 24,08 | Concejal                               |
| Jaime Castillo Soto        | Concertación Democrática | DC      | 14 669 | 14,01 | Alcalde por dos años (primer período)  |
| Pablo Vergara Loyola       | Alianza Humanista Verde  | AHV     | 11 707 | 11,18 | Alcalde por dos años (segundo período) |
| Ricardo Fabrega Lacoa      | Concertación Democrática | DC      | 8271   | 7,90  | Concejal                               |
| Raúl Fernández Bacciarini  | Concertación Democrática | PPD     | 7735   | 7,39  | Concejal                               |
| Lúxem Burgos Mella         | Concertación Democrática | DC      | 5328   | 5,09  | Concejal                               |
| Aníbal Reyna Cortínez      | Concertación Democrática | PS      | 4937   | 4,72  |                                        |
| Cristián Monckeberg Bruner | Participación y Progreso | RN      | 3093   | 2,95  | Concejal                               |
| José Luis Rosasco Zagal    | Participación y Progreso | RN      | 2772   | 2,65  | Concejal                               |

### Elecciones municipales de 2008
- Elecciones municipales de 2008, para el concejo municipal de Ñuñoa.[13]

| Candidato                    | Pacto                    | Partido | Votos  | %     | Resultado |
| ---------------------------- | ------------------------ | ------- | ------ | ----- | --------- |
| Claudia Vera Barría          | Alianza                  | RN      | 13 620 | 15,04 | Concejal  |
| Andrés Zahri Troy            | Alianza                  | RN      | 13 024 | 14,38 | Concejal  |
| Jaime Castillo Soto          | Concertación Democrática | DC      | 5847   | 6,45  | Concejal  |
| José Labbé Martínez          | Alianza                  | UDI     | 5675   | 6,26  | Concejal  |
| Maya Fernández Allende       | Concertación Democrática | PS      | 4655   | 5,14  | Concejal  |
| José Luis Rosasco Zagal      | Alianza                  | RN      | 4143   | 4,57  | Concejal  |
| Pablo Vergara Loyola         | Concertación Progresista | PPD     | 4088   | 4,51  | Concejal  |
| Gerardo Monckeberg Balmaceda | Alianza                  | UDI     | 3899   | 4,30  |           |
| Manuel Guerrero Antequera    | Juntos Podemos Más       | Ind.    | 2929   | 3,23  | Concejal  |

### Elecciones municipales de 2012
- Elecciones municipales de 2012, para el concejo municipal de Ñuñoa.[14]

| Candidato                   | Pacto                    | Partido | Votos | %    | Resultado |
| --------------------------- | ------------------------ | ------- | ----- | ---- | --------- |
| Andrés Zahri Troy           | Coalición                | RN      | 7070  | 9,08 | Concejal  |
| Guido Benavides Araneda     | Coalición                | RN      | 5641  | 7,24 | Concejal  |
| Paula Mendoza Bravo         | Concertación Democrática | PS      | 5235  | 6,72 | Concejal  |
| Jaime Castillo Soto         | Concertación Democrática | DC      | 4427  | 5,68 | Concejal  |
| Alejandra Quevedo Díaz      | Concertación Democrática | PS      | 4228  | 5,43 | Concejal  |
| José Luis Rosasco Zagal     | Coalición                | RN      | 3853  | 4,95 | Concejal  |
| Alejandra Placencia Cabello | Por un Chile Justo       | Ind.    | 3614  | 4,64 | Concejal  |
| Julio Martínez Colina       | Coalición                | UDI     | 3226  | 4,14 | Concejal  |
| Víctor Caro Olave           | Coalición                | RN      | 3149  | 4,04 | Concejal  |
| Eduardo Topelberg Kleinkoff | Por un Chile Justo       | PR      | 2870  | 3,69 | Concejal  |

### Elecciones municipales de 2016
- Elecciones municipales de 2016, para el concejo municipal de Ñuñoa.[15]

| Candidato                   | Pacto                 | Partido | Votos | %    | Resultado |
| --------------------------- | --------------------- | ------- | ----- | ---- | --------- |
| Guido Benavides Araneda     | Chile Vamos           | RN      | 5139  | 8,75 | Concejal  |
| Juan Vivado Portales        | Chile Vamos           | Ind.    | 4332  | 7,37 | Concejal  |
| Paula Mendoza Bravo         | Nueva Mayoría         | PS      | 4097  | 6,97 | Concejal  |
| Jaime Castillo Soto         | Nueva Mayoría         | DC      | 2546  | 4,33 | Concejal  |
| Emilia Ríos Saavedra        | Cambiemos la Historia | RD      | 2537  | 4,32 | Concejal  |
| Julio Martínez Colina       | Chile Vamos           | UDI     | 2519  | 4,29 | Concejal  |
| Camilo Brodsky Bertoni      | Cambiemos la Historia | RD      | 2371  | 4,04 |           |
| José Luis Rosasco Zagal     | Chile Vamos           | RN      | 2349  | 4,00 | Concejal  |
| Alejandra Placencia Cabello | Nueva Mayoría         | Ind.    | 2348  | 4,00 | Concejal  |
| Víctor Caro Olave           | Chile Vamos           | EVO     | 1924  | 3,27 |           |
| Jacqueline Saintard Vera    | Nueva Mayoría         | DC      | 1625  | 2,77 |           |
| Francis Foix Fuentealba     | Nueva Mayoría         | PS      | 1607  | 2,74 | Concejal  |
| Max Ferru Carrión           | Nueva Mayoría         | PC      | 1367  | 2,33 |           |
| Javiera Ramos González      | Nueva Mayoría         | PS      | 1350  | 2,30 |           |
| José Luis Sepúlveda Cornejo | Cambiemos la Historia | RD      | 1076  | 1,83 |           |
| Patricia Hidalgo Goljedes   | Nueva Mayoría         | PPD     | 1063  | 1,81 | Concejal  |

## Premios
- Premio Municipal de Literatura de Santiago 1973 por Mirar también a los ojos
- Premio de Novela Andrés Bello 1980 por Dónde estás, Constanza
- Premio Municipal de Literatura de Santiago 1981, categoría novela, por Dónde estás, Constanza
- Premio Municipal de Literatura de Santiago 1981, categoría cuento, por Hoy día es mañana

## Obras
- Mirar también a los ojos, 1972.
- Ese verano y otros ayeres, Zig-Zag, Santiago, 1974.
- El intercesor, Ediciones Aconcagua, Santiago, 1976.
- Hoy día es mañana, Editorial Universitaria, Santiago, 1979.
- Dónde estás, Constanza, Editorial Andrés Bello, Santiago, 1980.
- Tiempo para crecer, Galinost, Santiago, 1982.
- El Metrogoldin, Ediciones Isla Negra, Santiago, 1985.
- Historias de amor y adolescencia, Ediciones Isla Negra, Santiago, 1986.
- Francisca, yo te amo, Planeta, Santiago, 1988.
- Pascua. La isla más isla del mundo, texto de José Luis Rosasco con fotografías de Juan Pablo Lira. Editorial Kactus, Santiago, 1991.
- De tertulia y otros recreos, Editorial Los Andes, Santiago, 1991.
- Sandra y la que vino del mar, Sudamericana joven, Santiago, 1993.
- La niña azul, Editorial Andrés Bello, Santiago, 1997.
- La mariposa negra, vurnyod, 2000.
- Helga, esta carta es para ti, 2003, novela epistolar.
- Obras selectas, Editorial Andrés Bello, Santiago, 2004. Incluye cinco novelas —Donde estás, Constanza, Tiempo de crecer, El Metrogoldin, Francisca, yo te amo  y La niña azul—  más un cuento: «Hoy es mañana».
- Lucía, así nacen los recuerdos, 2007.